# Джордж Поллок
Джордж Поллок (англ. George Pollock; нар.27 березня 1907 — пом.22 грудня 1979) — британський режисер, відомий екранізацією детектива Агати Кристі «О 4:50 з Паддінгтона» з серії про Міс Марпл, у якому знімалася Маргарет Рутерфорд (англ. Margaret Rutherford).

## Фільмографія
- «Чужинець у місті» (англ. Stranger in Town) (1957)
- «Руні» (англ. Rooney) (1958)
- «Дочка бракон'єра» (англ. Sally's Irish Rogue) (1958)
- «Без паніки, хлопці» (англ. Don't Panic Chaps!) (1959)
- «Молодчинка» (англ. Broth of a Boy) (1959)
- «Тобі того ж» (англ. And the Same to You) (1960)
- «Вбивство, сказала вона» (англ. Murder She Said) (1961)
- «Селище дочок Єви» (англ. Village of Daughters) (1962)
- «Убий або зціли» (англ. Kill or Cure) (1962)
- «Після похорону» (англ. Murder at the Gallop) (1963)
- «Найогидніше вбивство» (англ. Murder Most Foul) (1964)
- «Агов, вбивство!» (англ. Murder Ahoy) (1964)
- «Десять негренят» (англ. Ten Little Indians) (1965)